# 小号手 (品牌)

“小号手”商标

小号手是中国国际知名模型品牌，隸屬中山市华新模具塑胶制品厂旗下，于1995年创立，产品线包括各种军事题材的静态比例模型，例如军用飞机、军舰、装甲战斗车辆等等，除了中國解放軍的裝備外，特別是也有推出比較稀有的蘇俄系戰機。

## 发展历史

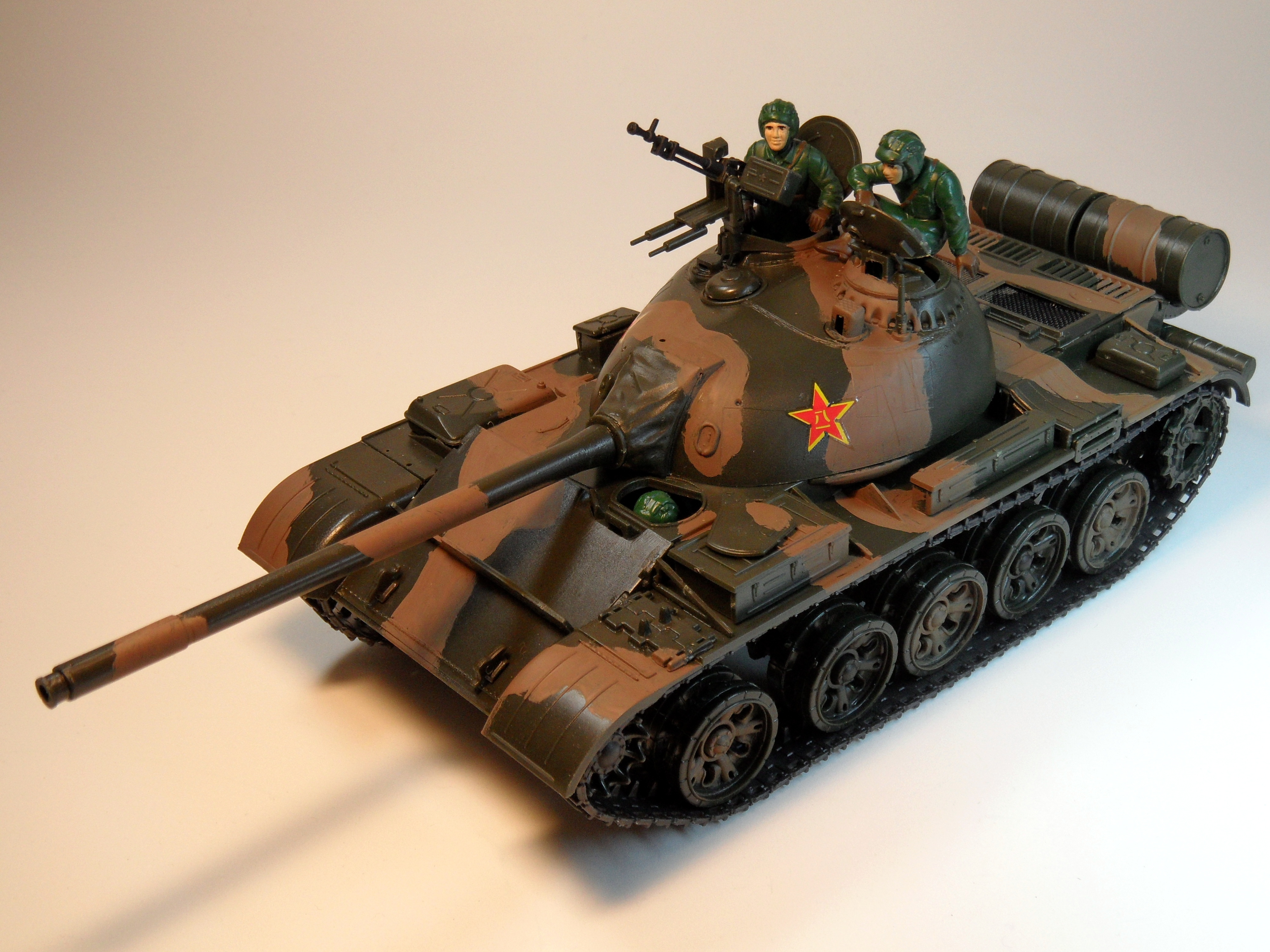
小號手的59式戰車模型

小号手原本是主要生产电动玩具模型的企业，剛起步的時候大量的盜版日本万代公司生產的GUNDAM模型和EVA模型 積累了原始的資金. 早期的产品质量较差，其地位仅和中国当时其他二线模型品牌如正德福、西西利（LEE）类似；但1990年代起静态军事模型在中国大陆的市场发展迅速，而1999年中华人民共和国成立50周年国庆阅兵仪式也助推了这一潮流。自1990年代末起，小号手开始转型为专业的模型制造商。同时开始引进先进技术，大规模改进模具的设计、制造工艺水平。为了令模具加工更加精密，小号手从普通铣床加工、手动电火花切削机床发展到了数控机床；而模型部件的定型也利用3D-MAX，CAD等数字化技术在图形工作站上完成。这些措施大大提升了模型质量，也提升了品牌地位。其中在1999年推出的1/32的大比例A-10攻击机模型，作为小号手的首批1/32飞机系列之一，即备受好评，并于1999年德国纽伦堡玩具展获得了最佳设计奖。
小号手近年的模型质量已经能够接近其他世界一流模型制造商，例如田宫、香港威龙等。另外，一些日本的模型制造商，例如富士美模型、Pit Road等，也和小号手模型以共用模具的方式，贴牌生产或销售部分品种模型.

## 主要产品

### 装甲战斗车辆
以比例划分，小号手的装甲战斗车辆比例模型的产品线就有达五条，涵盖了1/16、1/35、1/48、1/72、1/144各种大小的比例，品种包括了由第二次世界大战起至今的多种坦克、坦克歼击车、装甲车、自行火炮、榴弹炮，甚至较罕见的装甲列车、导弹运输车等。其中1/35系列的小号手的主力产品，种类超过150种。小号手初期的1/35坦克装甲车辆曾因细节少、组装难、质量差而被模型界诟病，但后来的产品则大为进步，其中KV坦克、“卡尔”臼炮、S-75防空导弹等都是小号手1/35系列中评价较高的产品。
而1/48的装甲车辆则比较特别，小号手转用其支线品牌“HOBBYBOSS”进行生产。至于小比例的1/144系列，是2000年代中期由于日本海洋堂（Takara）带起潮流之后小号手涉足这类市场的产品。由于并不是小号手的主要产品，因此种类不多，而质量和价格也低于海洋堂和威龙模型的同类型产品。

### 军用飞机
与装甲车辆产品类似，小号手的军用飞机模型也以产品线广泛见称，比例涵盖了1/24、1/32、1/35、1/48、1/72、1/100、1/144，同样包括了由第二次世界大战起至今的各种战斗机、轰炸机、运输机等，尤其是1/24、1/32等大比例飛機,雖然外形不准以及細節錯誤眾多,但是利用低廉的售價依然在全世界的模型廠商中獨具熬頭。同时小号手也是少数推出中国军用飞机模型的品牌，歼-6、歼-8、歼-10、殲轟-7、轰-6等至今仍然是小号手的独家产品。

### 军用船舰
小号手的军用船舰模型也拥有大量产品线，比例涵盖了1/144、1/150、1/200、1/350、1/500、1/550、1/700等，品种包括了由第二次世界大战起至今的多种战列舰、驱逐舰、巡洋舰、航空母舰等。其中1/350、1/700是世界主流比例，也是小号手的主力产品系列。一般来说，小号手产品的性价比相对较高，就相同品种而言，小号手产品的价格较日本模型制造商更低，但部件数目更多，例如许多军舰模型均包含大量细节部件、蚀刻片、海面场景板等。此外，不同于日本主流的1/700水线模型，小号手军舰均附有舰底部件，可以选择制作成水线状态或全舰底状态，这也是小号手产品的一个特点。

## 支线品牌

### 三角号手
三角号手（Mini Hobby Models）是小号手旗下一个主攻低端入门模型市场的支线品牌，产品包括各种1/35现代坦克、1/700军舰、以及1/72、1/144的军用飞机等，特点是质量较差，但价格便宜。
一些产品为山寨其他公司的产品。与那些原型产品相比，一些小号手产品添加了一些模具，许多都被制成电动模具。

### HOBBYBOSS
“HOBBYBOSS”是小号手旗下一个主攻外贸市场的支线品牌，主要产品包括1/35、1/48、1/72装甲车辆，1/32、1/48、1/72军用飞机，1/350、1/700潜艇，1/1250军舰等，品质与小号手主品牌相若。

### EASY MODEL
“EASY MODEL”是小号手旗下一个成品模型品牌，主要产品包括1/72的装甲车辆、军用飞机，以及1/700的潜艇等。